# Branded Man
Albums de Merle Haggard
I'm a Lonesome Fugitive
(1967) Sing Me Back Home
(1968)
Branded Man est le quatrième album studio de Merle Haggard, sorti en 1967 chez Capitol Records.

## L'album

### Titres
Tous les titres sont de Merle Haggard, sauf mentions.
1. Branded Man (3:07)
2. Loneliness Is Eating Me Alive (Hank Cochran) (2:35)
3. Don't Get Married  (Tommy Collins) (2:30)
4. Somewhere Between (Bonnie Owens, Haggard) (3:06)
5. You Don't Have Very Far to Go (Haggard, Red Simpson) (2:19)
6. Gone Crazy (Owens, Haggard) (2:03)
7. I Threw Away the Rose (3:21)
8. My Hands Are Tied (Collins, Haggard, Kay Adams) (2:18)
9. Some of Us Never Learn (2:41)
10. Long Black Limousine (Vern Stovall, Bobby George) (3:14)
11. Go Home (Collins) (2:35)
12. I Made the Prison Band (Collins) (2:29)

### Musiciens
- Merle Haggard : chant, guitare
- James Burton : guitare
- Glen Campbell, Tommy Collins, Billy Mize, Shorty Mullins, Roy Nichols, Lewis Talley : guitare
- Ralph Mooney : steel guitare
- George French, Glen D. Hardin : piano
- Leon Copeland, Jerry Ward : basse
- Eddie Burris, James Gordon : batterie
- Bonnie Owens : chant (harmonie)